# Casina Valadier

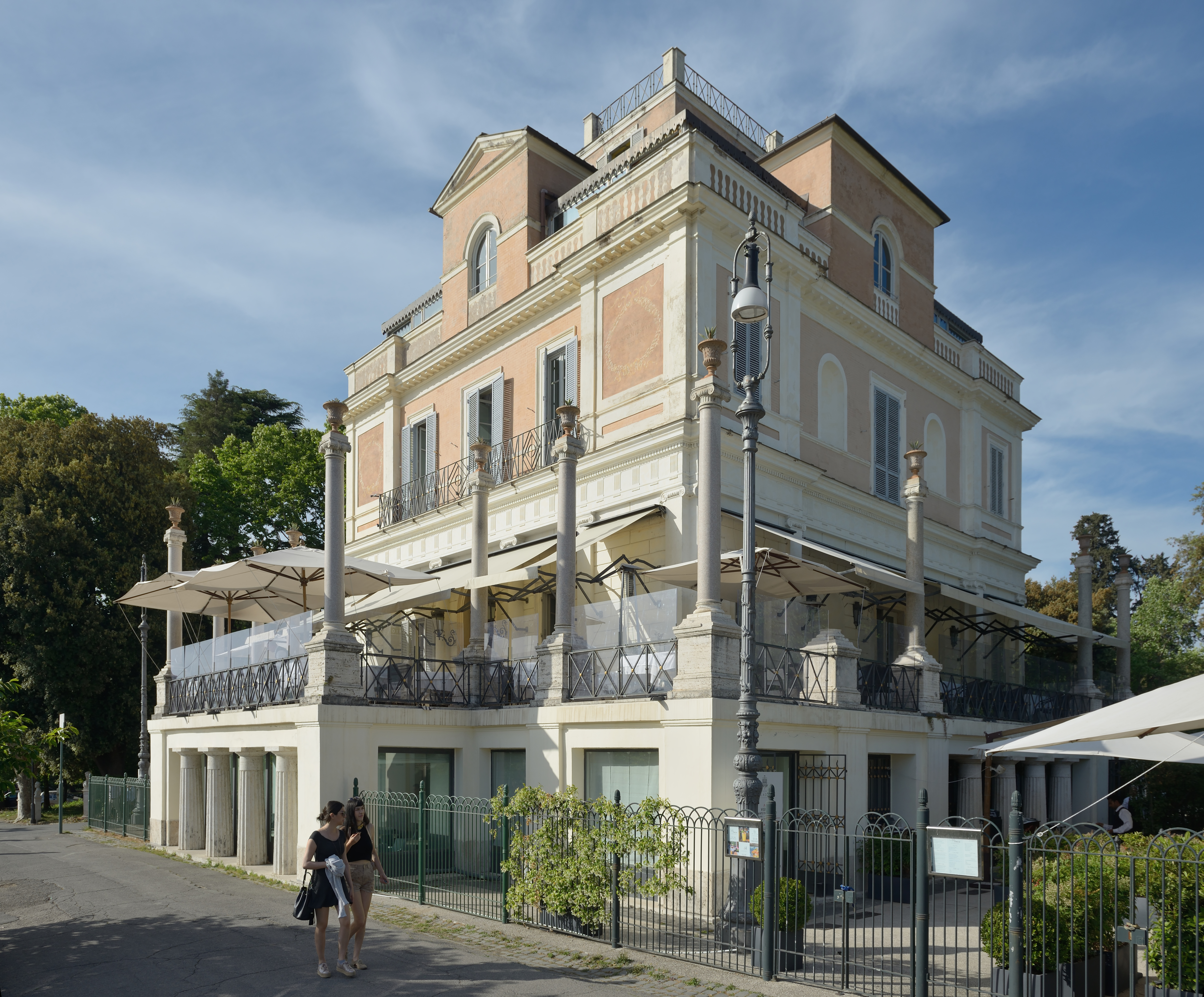
Vista a partir do sudoeste.

Casina Valadier é um palacete neoclássico localizado entre a Viale del Belvedere' e a Piazza Bucarest, no interior da Villa Borghese, no rione Campo Marzio de Roma, no alto do monte Pincio.

## História
A Casina Valadier fica localizada no local da antiga Collis Hortulorum, o pico mais alto do Pincio, onde, no passado, as grandes famílias romanas mantinham seus vastos e luxuosos jardins. Quase como uma brincadeira com um dos eventos mais trágicos da história ao reduzi-lo a uma brincadeira arquitetônica destinada aos encontros mundanos, a Casina foi construída, entre 1816 e 1837, seguindo, tal e qual, na forma e no tamanho, o castelo de popa da famosa nau de Nelson na Batalha de Trafalgar, uma homenagem à derrota ainda mais famosa da frota francesa no Mediterrâneo.
A graciosa construção neoclássica foi construída por Giuseppe Valadier entre 1813 e 1817 durante a reestruturação da área do monte Pincio transformando um pequeno palacete que havia pertencido ao cardeal della Rota. O edifício fica acima de uma antiga cisterna romana que pertencia ao complexo dos Jardins Acilianos. O palacete foi concedido pelo cardeal Agostino Rivarola, presidente da Comissão Pontifícia de Obras Públicas, a Antonio Antonini, o primeiro gestor do local, que servia como uma cafeteria. Este café ficou muito famoso depois da Primeira Guerra Mundial, quando, sob a gestão de Alfredo Banfi, tornou-se um local de encontro frequentado por artistas e políticos. Com a morte de Bonfi, em 1964, a gestão passou a Mario De Monte, que cuidou da restauração da esturura. Fechado novamente durante a partir da década de 1970, a Casina foi reaberta em 16 de junho de 2004 com uma grande festa. Depois de uma reforma que durou 23 meses liderada por Gioacchino Ersoch, o palacete finalmente recuperou seu aspecto original projetado por Valadier.

## Descrição
Originalmente uma casa de fazenda, Valadier transformou a propriedade do cardeal della Rotta numa villa neoclássica com terraços, lógias, colunas e capitéis. O busto do astrônomo Angelo Secchi está localizado na pequena praça em frente à casa. Nele é visível um pequeno orifício que marca o ponto no qual o meridiano atravessa Roma. 
No piso térreo, no antigo salão de chá, está hoje um bar de vinhos. No primeiro andar há um bar com um terraço e, no segundo, um grande restaurante. A torre do terceiro piso e seu exclusivo restaurante panorâmico podem ser alcançados por uma bela escada espiral em travertino.
Uma pequena ponte atravessando a Via del Muro Torto liga o jardim da Casina com o da Villa Borghese.